# Я могу читать с закрытыми глазами!
«Я могу читать с закрытыми глазами!» (англ. I Can Read with My Eyes Shut!) — детская сказка американского писателя Доктора Сьюза и опубликована Children's literature и Random House 12 ноября 1978 года. В книге Кот в шляпе показывает своему сыну, Молодому Коту, удовольствие, которое он может получить от чтения, а также показывает, что чтение — это полезный способ получения знаний и острые ощущения от способов чтения.

## История
Эта книга была написана после того, как зрение Сьюза начало ухудшаться, и он начал носить очки. Книга была посвящена «Дэвиду Уортену, EG (Eye Guy)», который был его офтальмологом.

## Сюжет
«Кот в шляпе» показывает своему сыну, Молодому Коту, что чтение с закрытыми глазами может быть удивительным, но может быть и утомительным. Когда кто-то читает с открытыми глазами, он сможет узнать множество замечательных вещей, некоторые из которых показаны с помощью иллюстраций.